# Randolph Rogers
Randolph Rogers, talvolta citato con il nome italianizzato Randolfo Rogers (Waterloo, 6 luglio 1825 – Roma, 15 gennaio 1892), è stato uno scultore statunitense, autore di opere neoclassiche.
Fu un espatriato che passò la maggior parte della sua vita in Italia. Le sue opere spaziano dai soggetti popolari a delle commissioni importanti, in particolare le porte di Colombo del Campidoglio statunitense o i monumenti della guerra civile americana.

## Biografia
Randolph Rogers nacque il 6 luglio del 1825 a Waterloo, una cittadina dello stato nuovaiorchese, e quando era bambino la sua famiglia si trasferì ad Ann Arbor, nel Michigan. Egli si interessò all'incisione su legno e si trasferì a New York nel 1847 circa, ma non riuscì a trovare un lavoro come incisore. Mentre lavorava come commesso in un negozio di prodotti secchi, i suoi datori scoprirono il suo talento di scultore e gli diedero i mezzi per recarsi in Italia. Egli cominciò a studiare a Firenze nel 1848, dove seguì per un breve periodo le lezioni di Lorenzo Bartolini. In seguito aprì uno studio a Roma, in via Margutta, nel 1851. Egli risiedette in questa città fino alla morte nel 1892.

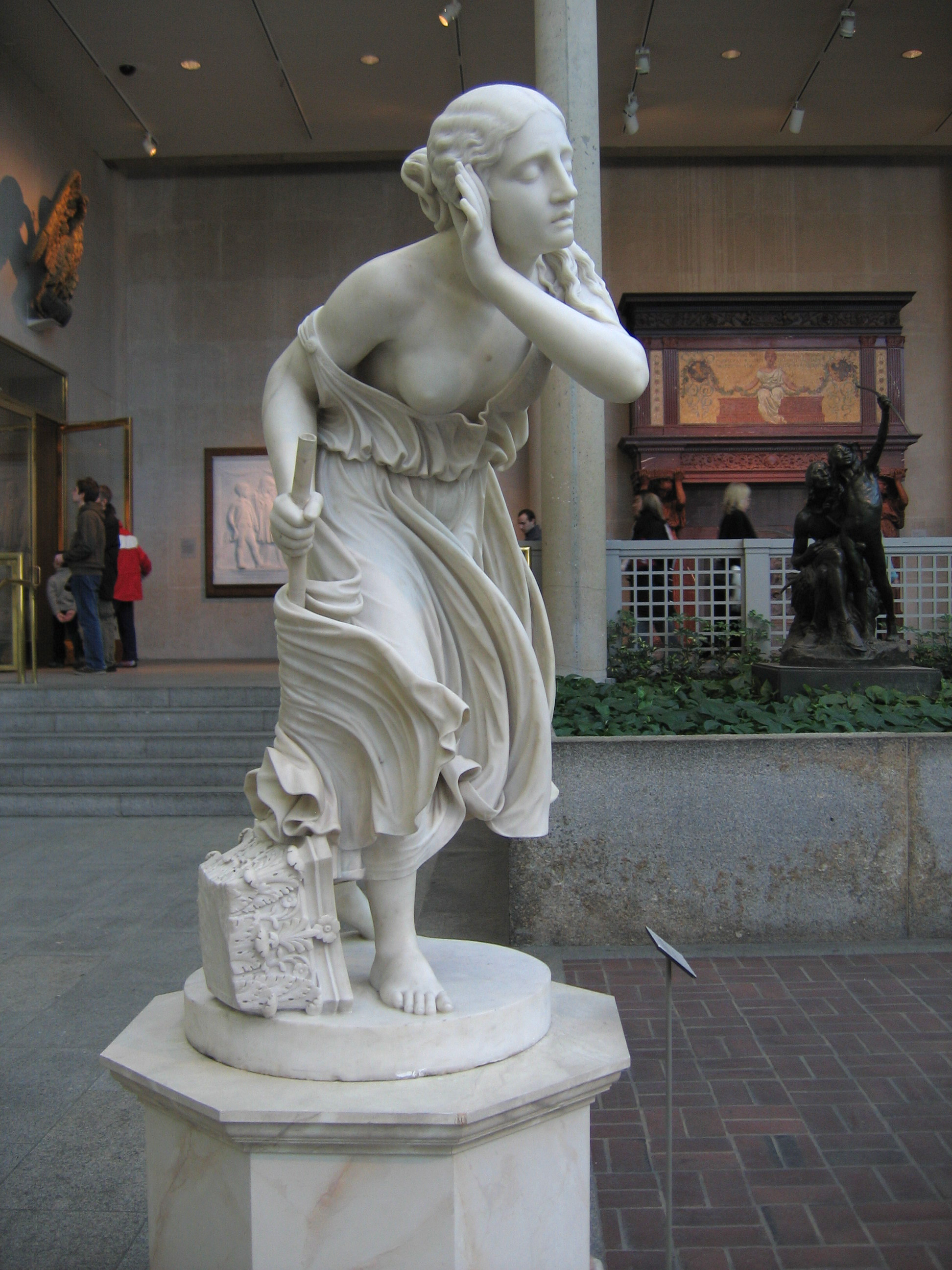
Nidia, la fioraia cieca di Pompei (1853-1854)

Iniziò la sua carriera scolpendo delle statue di bambini e dei ritratti di turisti. Dato che il lavoro del marmo non gli si addiceva, tutte le sue statue marmoree furono copiate nel suo studio da degli artigiani italiani sotto la sua supervisione, a partire da un originale che aveva realizzato in un altro materiale. Ciò gli consentiva anche di trarre profitto dalle sue opere popolari. La sua prima opera a grandezza naturale è Rut al campo di Booz (1853), che si ispira a un personaggio dell'Antico Testamento. L'opera si rivelò molto popolare e il suo atelier ne produsse fino a venti repliche in marmo. La sua opera successiva a grandezza naturale è Nidia, la fioraia cieca di Pompei (1853-1854), che si ispira a un personaggio del romanzo di successo di Edward Bulwer-Lytton Gli ultimi giorni di Pompei de 1834. L'opera ebbe molto più successo e la sua bottega produsse almeno 77 repliche in marmo.
Nel 1855, ricevette la sua prima commissione importante dagli Stati Uniti: delle grandi porte di bronzo per la facciata est del Campidoglio statunitense. Egli scelse di rappresentare delle scene della vita di Cristoforo Colombo. Le porte di Colombo vennero modellate a Roma, fuse a Monaco e installate a Washington nel 1871.
Nel 1854, Randolph Rogers, William Wetmore Story, Richard Greenough e Thomas Crawford vennero tutti incaricati dal cimitero di Mount Auburn di creare delle statue di bostoniani famosi che sarebbero state esposte nella cappella del cimitero. A Rogers venne commissionata la creazione di una statua del presidente John Adams. Nel settembre del 1857, Randolph Rogers fece spedire la scultura finita in marmo da Roma, ma la nave su cui viaggiava si perse in mare prima del suo arrivo. Pertanto Randolph Rogers venne incaricato di creare un'altra copia della sua scultura John Adams e venne assunto per creare una versione marmorea della scultura in gesso James Otis di Thomas Crawford, dopo la morte di quest'ultimo. Tutte le sculture sarebbero state trasferite nei musei d'arte di Harvard nel 1935.
Dopo la morte dello scultore Thomas Crawford nel 1857, Randolph Rogers terminò il programma scultoreo del monumento a Washington al Campidoglio di Richmond.
Egli progettò quattro monumenti importanti della guerra civile americana: il monumento nazionale ai soldati (1865–1869) al cimitero nazionale di Gettysburg; il monumento ai soldati e marinai dei Rhode Island, a Providence; il monumento ai soldati e marinai del Michigan (1867–1872) a Detroit; il monumento ai soldati (1871–1874) a Worcester, nel Massachusetts.
Modellò il Genio del Connecticut (1877–1878), una dea bronzea che ornava la cupola del Campidoglio dello stato connectitutese ad Hartford. L'opera venne danneggiata durante il grande uragano del 1938, rimossa e fusa per recuperarne il metallo durante la seconda guerra mondiale. Un calco in gesso della statua è esposto attualmente nell'edificio.
Nel 1873, fu il primo statunitense a essere eletto all'accademia di San Luca, in Italia, e venne fatto cavaliere nel 1884 dal re Umberto I. Nel 1882, Randolph Rogers rimase vittima di un ictus e non fu più in grado di lavorare. Morì il 15 gennaio del 1892, a Roma, e venne sepolto nel cimitero del Verano. Lasciò i suoi documenti e i calchi in gesso delle sue opere all'università del Michigan, dove si trova anche una replica della Nidia.

## Opere scelte

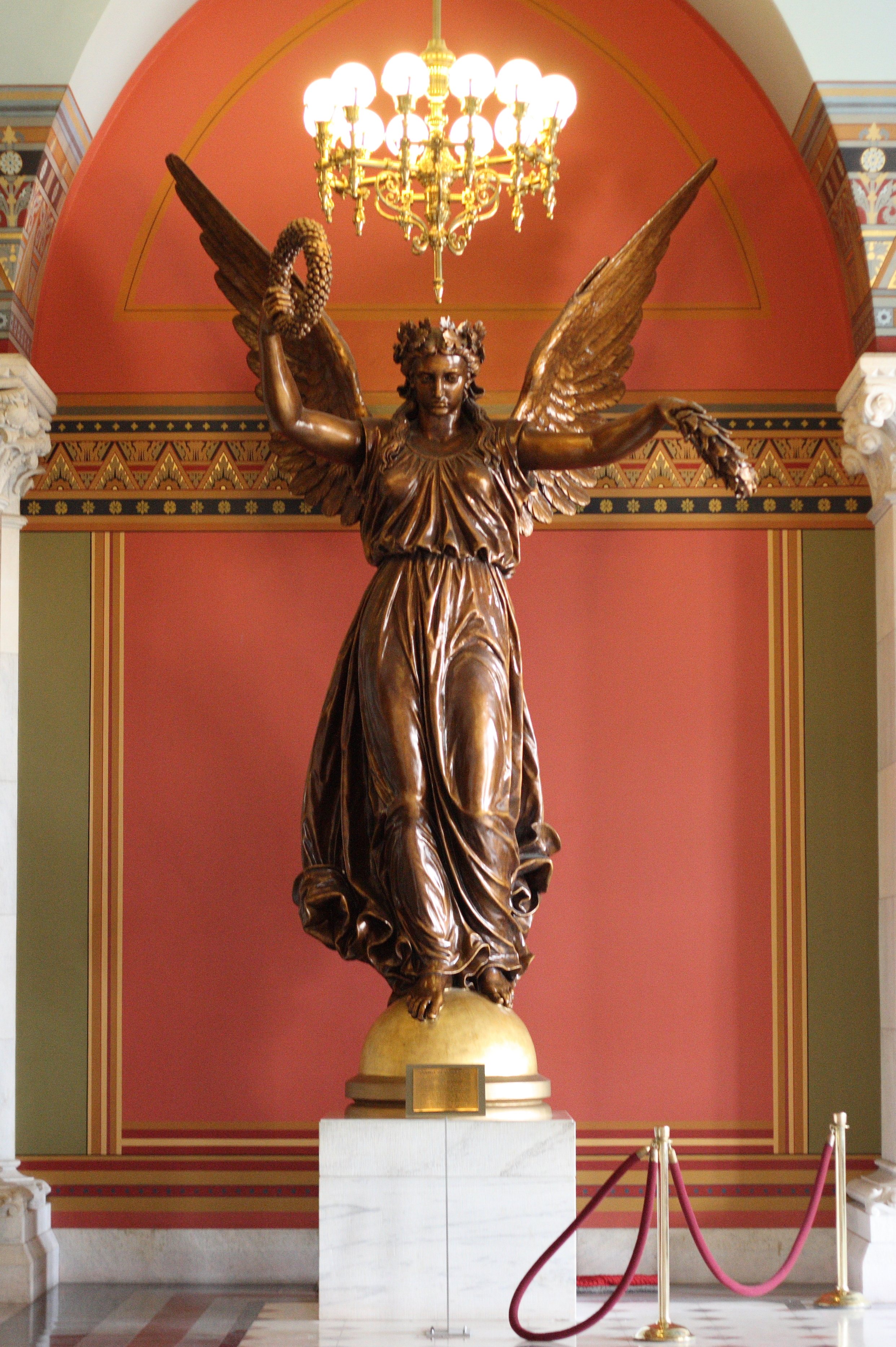
Genio del Connecticut (1877–1878) (copia in gesso)

- Rut al campo di Booz (1853), Museo Metropolitano, New York.
- Nidia, la fioraia cieca di Pompei (1853–1854), Museo Metropolitano, New York.
- John Adams (1854–1859), Memorial Hall, università Harvard, Cambridge, Massachusetts.
- Porte di Colombo (1855–1861), facciata est, Campidoglio degli Stati Uniti, Washington.[9]
- Thomas Nelson, Meriwether Lewis, sei figure allegoriche (1857–1858), monumento a Washington, Campidoglio della Virginia, Richmond.
- Angel of the Resurrection (1862), monumento a Samuel Colt, cimitero di Cedar Hill, Hartford, Connecticut.
- Isaac on the Altar (1863–1864), Brooklyn Museum of Art, Brooklyn, New York.[18]
- La sonnambula (1863–1864), Smithsonian American Art Museum, Washington.
- The Sentinel (1863–1865), cimitero di Spring Grove, Cincinnati, Ohio. Uno dei primi monumenti ufficiali della guerra di Secessione nell'Ohio.[19]
- Monumento nazionale ai soldati (1865–1869), cimitero nazionale di Gettysburg, Gettysburg, Pennsylvania.
- Monumento ai soldati e marinai dei Rhode Island (1866–1871), Kennedy Square, Providence, Rhode Island.
- Monumento ai soldati e marinai del Michigan (1867–1872), Detroit, Michigan.[20]
- Abraham Lincoln (1870–1871), East Fairmount Park, Filadelfia, Pennsylvania.
- Monumento ai soldati (1871–1874), Worcester, Massachusetts.
- La Pleiade perduta (1874), Art Institute, Chicago, Illinois.
- Monumento a William H. Seward (1875–1876), Madison Square, New York.
- Il genio del Connecticut (1877–1878), Campidoglio del Connecticut, Hartford. Copia in gesso dell'originale.
- L'ultima freccia (1879–1880), Museo Metropolitano, New York.
- The Infant Psyche (busto della figlia dell'artista Nora) (1880 circa), Cincinnati Art Museum, Cincinnati, Ohio.

## Galleria d'immagini

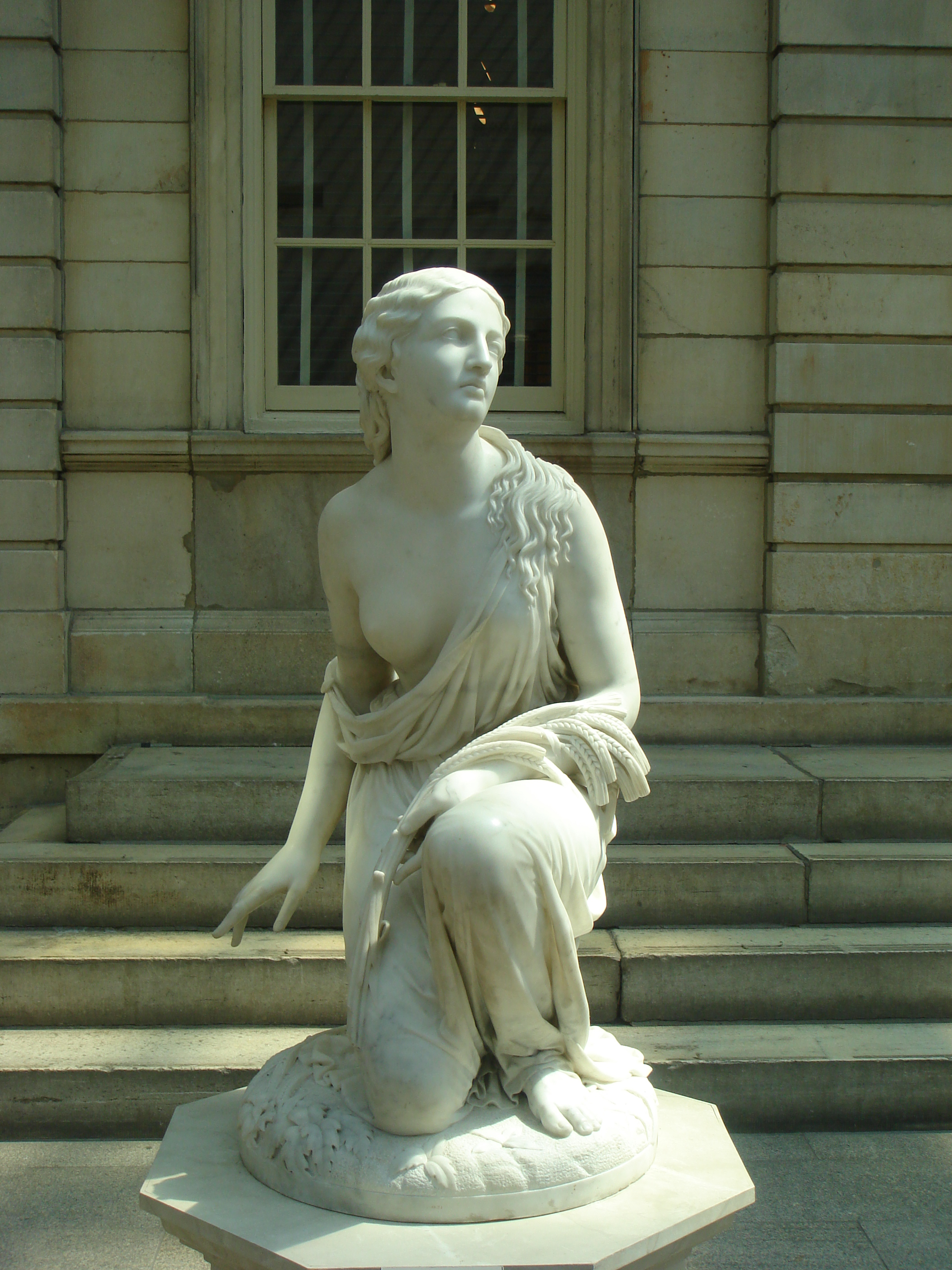
Rut al campo di Booz (1853)
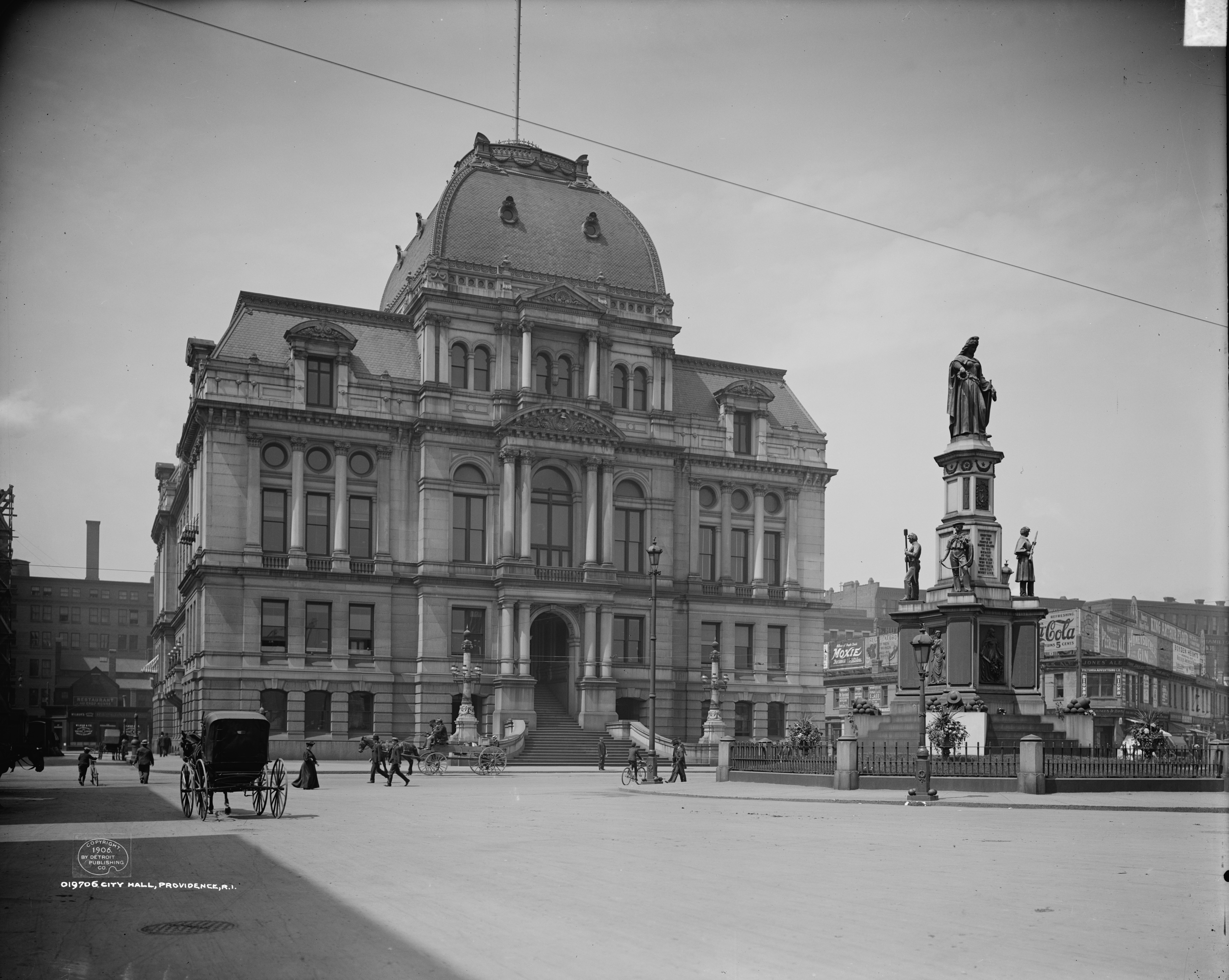
Monumento ai soldati e marinai dei Rhode Island (1866–1871)
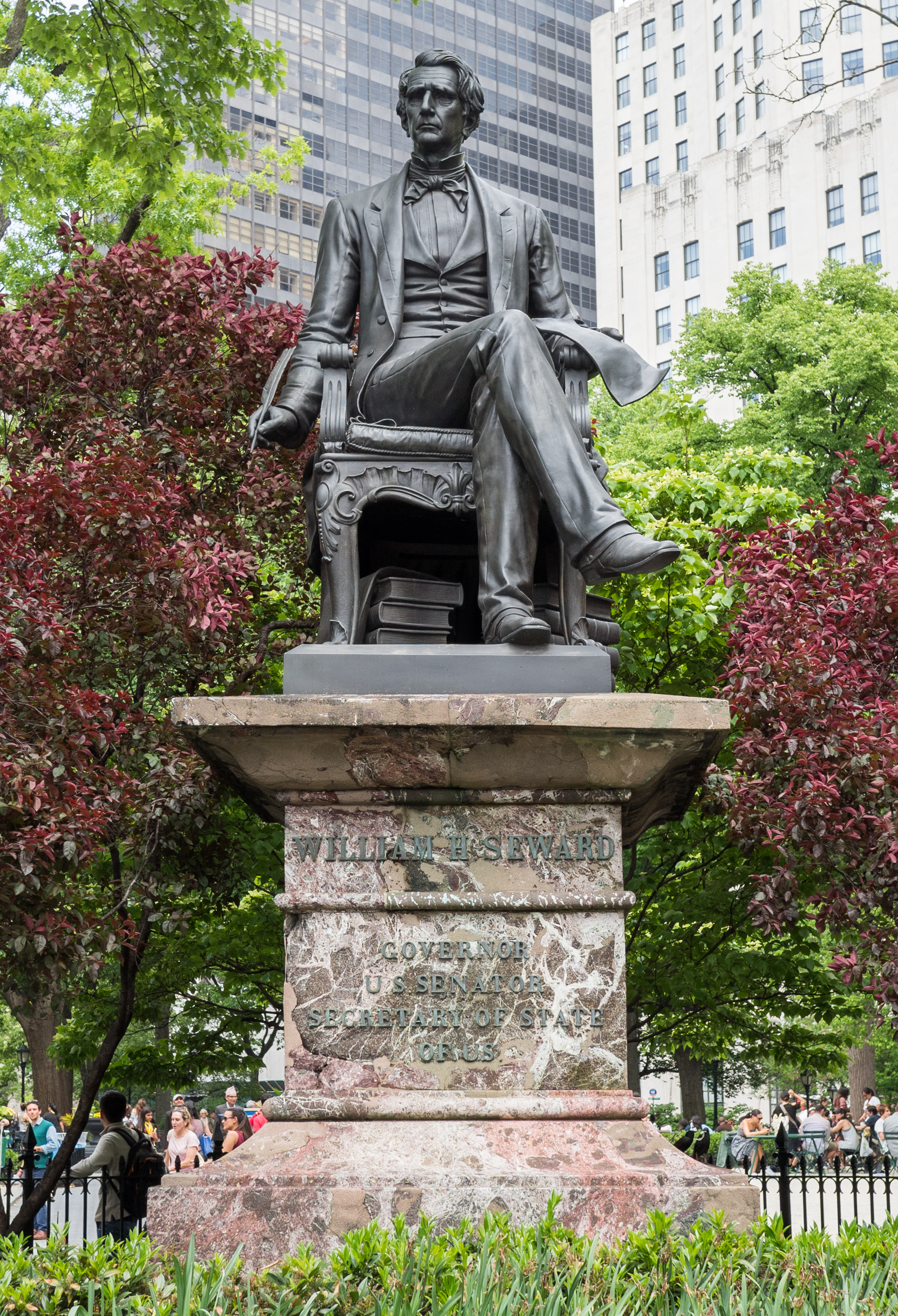
Monumento a William H. Seward (1875–1876)